# LGBT práva v Česku

Česká vlajka s barvami duhy

Česká republika patří z hlediska práv gayů, leseb, bisexuálů, trans lidí a dalších členů LGBT+ skupiny mezi liberální země střední Evropy, přestože i zde se mohou setkat s právními a sociálními obtížemi neznámými pro většinovou populaci. Již v 60. letech 20. století byla v Československu zrušena trestnost homosexuálního konsenzuálního styku. Od roku 1999 byl přijat zákaz diskriminace v pracovněprávních vztazích, později rozšířený i do dalších oblastí. V roce 2006 bylo v Česku schváleno zákonem registrované partnerství osob stejného pohlaví. Proklamované postoje veřejnosti k legislativním otázkám ve vztahu k LGBT osobám vykazují v 21. století pozitivní trend.
Podle zprávy organizace ILGA-Europe z května 2019 se Česko umístilo na indexu postojů jednotlivých evropských zemí k sexuálním menšinám na 31. místě ze 49 zkoumaných zemí, když dosáhla celkového skóre 26 bodů ze sta, přičemž lepší umístění mělo i sousední Slovensko či Maďarsko, z visegradských zemí Polsko naopak patřilo k nejhorším. Podle zprávy v České republice chyběly zákony pro postihování projevů nenávisti na základě sexuální orientace nebo genderu a také právní úprava stejnopohlavních rodin s dětmi nebo manželství. Zpráva zmínila i kázání Petra Piťhy jako jednoho z nejvýše postavených představitelů katolické církve, který v říjnu 2018 ve svatovítské katedrále kritizoval Istanbulskou úmluvu.

## Zákony týkající se stejnopohlavní sexuální aktivity
Před rokem 1768 nebyly v českých zemích jednotné právní normy týkající se pohlavního styku mezi osobami stejného pohlaví. V různých regionech či městech se uplatňovaly nejednotné právní přístupy a zvykové normy. Homosexuální chování bylo označováno jako “vlašská sodomie” a běžně bylo trestáno smrtí. Počty projednávaných případů nejsou známy. Soudní zápisy pojednávají téměř výlučně o penetrativním chování, tedy anální soulož. Není jasné, zda ojedinělost soudních záznamů týkajících se orálního sexu a vzájemné masturbace odráží malou četnost těchto forem styku nebo liberálnější postoj společnosti k tomuto chování.
Trestní zákon Constitutio Criminalis Theresiana z roku 1768 se uplatňoval v celé rakouské monarchii včetně českých zemí. Článek 74, § 6 z kapitoly zločinů proti dobrým mravům a čistotě zahrnuje homosexuální chování, které se trestalo stětím mečem a poté spálením. Za určitých podmínek, jako je nezletilost, mentální defekt či nedokončený skutek (tedy bez ejakulace) mohl být pachatel odsouzen k dlouhodobému žaláři a tělesným trestům.
Od roku 1787 homosexuální chování nebylo trestáno smrtí na základě zákona Constitutio Criminalis Josephina, který zavedl Josef II. Homosexuální chování jako přestupek spadalo pod pravomoc správních orgánů a trestem bylo buď vězení či nucené práce do jednoho měsíce a/nebo tělesný trest (bičování).
Trestní zákon z roku 1803 pojednával o smilstvu proti přírodě (§ 113 CC), ale neobsahoval přesnou definici deliktu. Císařský dekret z roku 1824 upřesnil, že za smilstvo proti přírodě lze považovat i homosexuální chování. Trestem byl přísný žalář od šesti měsíců do jednoho roku.
Od roku 1852 hodnotil § 129 trestního zákona Allgemeines Bundesgesetz homosexuální styk jako "smilstvo proti přirozenosti". V českých zemích byl s obměnami uplatňován až do roku 1950. Zákon za tento delikt stanovoval trest vězení od jednoho do pěti let, za závažných okolností až deset let a v případě zranění až dvacet let. Bylo definováno, že nejen soulož, ale také vzájemná masturbace mezi osobami stejného pohlaví naplňuje spáchání činu. Pachatelem byla i osoba, která jen pasivně strpěla takové chování na svém těle. Dle výzkumu v archivech zemských soudů v Praze, Plzni a Hradci Královém bylo za Rakouska-Uherska bylo u těchto soudů obviněno minimálně 117 mužů, z čehož 65 bylo obžalováno a 37 bylo odsouzeno. Míra pronásledování homosexuality za Rakouska-Uherska postupně narůstala, ale ve všech sledovaných soudních obvodech poklesla v období první světové války.
V roce 1918 vzniklé Československo převzalo předešlé uspořádání trestního práva Rakouska-Uherska a homosexuální styk zůstal trestný. V období po první světové válce začal počet pronásledovaných kvůli homosexuálnímu styku stoupat.  Mezi lety 1918–1938 bylo za homosexuální činy obviněno minimálně 586 mužů, z nichž 480 bylo obžalováno a 330 bylo odsouzeno. Ve stejném období bylo v českých zemích kvůli homosexuálnímu styku obviněno, obžalováno a odsouzeno minimálně 33 žen. Od konce 19. století začínaly vznikat spolky, které bojovaly za odstranění trestu za homosexualitu. Nárůst stíhání za první republiky byl zřejmě významným faktorem, který podnítil další vznik hnutí bojujících za dekriminalizaci homosexuality. Během první republiky pak vznikly například časopisy Hlas sexuální menšiny a Nový hlas. I přes tuto snahu však zůstala trestnost homosexuality platná dle znění § 129 trestního zákoníku z roku 1852. Tresty za homosexuální styk obsahovaly i nové vládní návrhy československých trestních zákonů. Tyto návrhy však nebyly nikdy přijaty.
Během 2. světové války byla homosexualita vyhledávaným cílem nacistů. Nacisté si představovali dokonalou tradiční rodinu a homosexuály vyhledávali a následně zavírali do vězení či posílali do koncentračních táborů na základě § 175. Po 2. světové válce se přeživší oběti nedočkaly žádných reparací. O násilí na homosexuálech během 2. světové války se poté dlouho mlčelo.
Po nástupu socialismu došlo v roce 1961 k legalizaci stejnopohlavního sexuálního styku, prosazeného díky vědeckému výzkumu Kurta Freunda, který za pomocí penilní pletysmografie mozku homosexuálních mužů prokázal, že sexuální orientace není otázkou volby. Gayové a lesby přesto čelili velké míře společenské stigmatizace a šikaně ze strany policie. Snaha o změnu přišla až s rozšířením pandemie HIV/AIDS koncem 80. let, kdy se téma homosexuality začalo dostávat do médií a objevovaly se názory, které nabádaly k přijetí a integraci gayů a leseb do většinové společnosti. K dalšímu legislativnímu pokroku v LGBT právech došlo r. 1990 po sametové revoluci, kdy byl sjednocen legální věk způsobilosti k pohlavnímu styku pro obě orientace na 15 let (dříve byla stanovená na 15 let pro heterosexuály a 18 let pro homosexuály). Dále bylo zrušeno ustanovení o trestu veřejného pohoršení homosexuálním chováním. Armáda ČR nijak nezohledňuje sexuální orientaci svých členů, a tím pádem je zcela přístupnou pro otevřeně homosexuální osoby. Homosexuální prostituce je legální od r. 1990.

## Stejnopohlavní soužití
Neregistrované soužití bylo zde uzákoněno od r. 2001. Česká republika garantuje osobám žijícím ve společné domácnosti možnost dědit po sobě a zaručuje jim i určité benefity, jako například přechod nájmu bytu po zesnulé spolužijící osobě, poskytování informací o jejím zdravotním stavu a možnost navštěvovat se v případě výkonu trestu odnětí svobody podobně, jako to mají heterosexuální páry.
Návrh zákona o registrovaném partnerství byl do parlamentu předložen celkem čtyřikrát – v letech 1998, 1999, 2001 a 2005. Dne 16. prosince 2005 byl návrh schválen Poslaneckou sněmovnou PČR a postoupen Senátu PČR, který jej schválil 26. ledna 2006 a dal k podpisu prezidentovi Václavu Klausovi, který jej vetoval. Prezidentské veto bylo poslaneckou sněmovnou přehlasováno 15. března 2006 těsnou většinou, kterou tvořil skoro celý klub ČSSD, Unie svobody a dvě třetiny KSČM. Naopak kluby KDU-ČSL a ODS (s výjimkou dvou poslanců) zákon nepodpořily. Zákon o registrovaném partnerství nabyl účinnosti 1. června 2006. Od tohoto data je možné uzavírat registrované partnerství, které garantuje stejnopohlavním párům některá privilegia plynoucí z manželství mimo například plných adopčních práv a nároku na pozůstalostní důchody.
Dne 13. června 2018 předložila Sněmovně skupina 46 zákonodárců z řad ANO, Pirátů, ČSSD, STAN, TOP 09 a KSČM návrh na změnu občanského zákoníku, která by umožnila sňatky i pro homosexuální páry a zrušila institut registrovaného partnerství. Novela by také stejnopohlavním párům umožnila společné osvojení dítěte a společnou pěstounskou péči. Návrh dostal 22. června souhlasné stanovisko vlády. Projednávání novely občanského zákoníku však bylo téměř 3 roky odkládáno, prošla prvním čtením až 29. dubna 2021, ale nestihla projít druhým čtením a s novým volebním obdobím PS PČR tak nebyla schválena.
Novou obdobnou novelu občanského zákoníku připravili poslanci napříč kluby z řad ODS, TOP 09, ANO, Pirátů a STAN pod vedením poslance Josefa Bernarda za hnutí STAN během června 2022.

### Rozdíl mezi registrovaným partnerstvím a manželstvím
Registrované partnerství je svazek, jež mohou zavřít osoby stejného pohlaví. Stejně jako manželství se jedná o soužití dvou osob, od manželství se ale mimo názvu odlišuje i odlišnými právy. Osoby stejného pohlaví smějí uzavírat partnerství pouze na některých úřadech, a to jen v krajských městech; není ani možné, aby pár oddala církev. Přítomen je pouze matrikář a úkon (protože nejde o obřad) je proveden bez nutné přítomnosti svědků. Příjmení jim zůstávají, a pokud touží po změně, tak si o ni musí za poplatek zažádat. Dále partneři nemají společné jmění, jejich majetek tedy není sloučen, jen v případě, že si ho sami sloučí do spoluvlastnictví. Nemají nárok na vdovský a vdovecký důchod a ani na adopci dětí. Dne 28. června 2016 však byl i navzdory tomu Ústavním soudem zrušen § 13 odst. 2 zákona č. 115/2006 Sb. o registrovaném partnerství, který zakazoval jednomu z partnerů, aby si individuálně dítě osvojil.
| Manželství | Registrované partnerství                                                                                           |
| Symbolické, pocitové | Symbolické, pocitové                                                                                               |
| --- | --- |
| Manželé | Registrovaní partneři                                                                                              |
| Manželství je základním kamenem rodinného práva | Registrované partnerství je administrativním úkonem                                                                |
| Snoubenci se mohou vzít na téměř jakékoliv matrice | Registrovaní partneři jen na 14 různých úřadech                                                                    |
| Dva svědci | Bez svědků |
| Prohlášení činí před starostou, místostarostou nebo pověřeným členem zastupitelstva, v případně církevního sňatku před knězem či jinou pověřenou osobou | Pouze před matrikářem                                                                                              |
| Manželstvím získávají manželé příbuzné, jejichž vztah je zákonem uznáván | Zákon například švagry a švagrové registrovaných partnerů neuznává                                                 |
| Praktické | |
| Pracovní volno dva dny na svatbu | Není |
| Automaticky vzniká společné jmění manželů. Jeho existence zlehčuje život manželů, kteří si nemusí ke všemu udělovat plnou moc. Také znamená, že na jednoho z manželů může při dědění připadnout větší podíl, než na registrovaného partnera. Dále je společné jmění výhodnější z hlediska daní | Nevzniká, partneři jsou jen podíloví spoluvlastníci. Není žádná úprava vypořádání majetku v případě rozpadu vztahu |
| Při uzavření sňatku si snoubenci mohou určit, jaké společné příjmení budou používat | Nelze, je třeba žádat dodatečně po registraci                                                                      |
| Mají nárok na vdovský a vdovecký důchod | Nemají |
| Po úmrtí manžela přechází na manžela nárok na různé dávky (důchod, nemocenské atd.) | Nepřechází |
| Děti mají nárok na sirotčí důchod po svém rodiči | Děti tento nárok nemají ve vztahu k partnerovi, který není biologickým rodičem                                     |
| Ve vztahu k dětem | |
| Manžel může při-osvojit dítě druhého manžela (například z předchozího vztahu) | Nelze |
| Mohou společně osvojit dítě z ústavu | Nelze |
| Mohou být společnými pěstouny | Nelze |
| Podmínkou rozvodu je úprava vztahů k dětem | Není upraveno. Partner, který není biologickým rodičem, nemá automaticky možnost děti dále vídat                   |

### Institut partnerství
V únoru 2024 schválila Poslanecká sněmovna novelu, která ruší institut registrovaného partnerství, zavedený v roce 2006, a zavádí nový institut zvaný Partnerství. Schválením novely došlo k posílení práv stejnopohlavních párů, novela umožnila například zřídit společné jmění, zvolit stejné příjmení, žádat o vdovský důchod nebo navštívit z titulu partnera partnera v nemocnici. Ta jim z institutu registrovaného partnerství totiž nevyplývala. Jedinými rozdíly mezi manžely a partnery tak bude kromě názvu skutečnost, že partneři nebudou moci společně adoptovat děti. Oficiálně tak bude muset učinit jen jeden z partnerů, což bylo možno již od verdiktu Ústavního soudu z roku 2016. Novela byla po schválení v Poslanecké sněmovně předložena Senátu, kde bude také projednána. Platná by měla být od roku 2025. 
Iniciativa Jsme fér označila schválení institutu partnerství za smutný den pro Českou republiku, protože požadovala plnohodnotné zrovnoprávnění práv, a tedy uzákonění manželství i pro stejnopohlavní páry. Kontroverzní Aliance pro rodinu naopak kritizovala schválení pozměňovacího návrhu, který stejnopohlavním párům umožňuje adoptovat dítě jednoho z partnerů. Místopředsedkyně Poslanecké sněmovny za Piráty Olga Richterová uvedla, že varianta s výraznějším rozšířením práv projít kvůli složení Poslanecké sněmovny v podstatě nemohla. V dubnu téhož roku odmítli o novele vůbec jednat senátoři, čímž ji prakticky schválili bez dalších úprav, tj. v podobě, v jaké prošla Poslaneckou sněmovnou.

## Adopce a plánování rodiny
Podle českých zákonů si dítě může osvojit buď manželský pár, jímž je momentálně muž a žena, nebo jednotlivec bez ohledu na jeho sexuální orientaci. Pěstounská péče homosexuálních párů nicméně možná je, ba dokonce byl i zaznamenán případ, kdy byly dány děti do pěstounské péče homosexuálnímu páru. Problematická je ale však situace fakticky existujících homoparentálních rodin, které sice společně vychovávají děti, ale jenom jeden z nich je podle zákonů považován za právoplatného rodiče.
Na neutěšenou situaci dětí z duhových rodin žijících v „právním vakuu“ reagovali jako první tři poslanci návrhem novely zákona o registrovaném partnerství, který by umožnil homosexuálnímu jednotlivci osvojit si dítě svého registrovaného partnera. Kvůli rozpuštění parlamentu však návrh nebyl nikdy projednán.
Teprve až s nastoupením nové vlády r. 2014 vypracovalo 25 poslanců ten samý návrh novely zákona, který byl následně postoupen Poslanecké sněmovně v září 2014. Vláda k návrhu nezaujala žádné stanovisko. Od té doby čekal na první čtení.
Nicméně ani po více než ročním čekání se nový zákon nedostal k prvnímu čtení, proto se jej rozhodli ministr pro lidská práva Jiří Dienstbier a ministr spravedlnosti Robert Pelikán přepracovat na vládní návrh, jehož projednání by Poslanecká sněmovna již nemohla nadále odkládat. Ten byl projednán v úvodním kole, do konce volebního období se však již o něm nestihlo rozhodnout.
Od 19. dubna 2017 byla v Česku spuštěna kampaň Jsme fér, jejíž organizátoři z Koalice pro manželství si vzali za cíl legalizaci manželství i pro páry stejného pohlaví, a to včetně adopcí. V parlamentních volbách v říjnu 2017 byla jedinou politickou stranou, která ve svém volebním programu zrovnoprávnění přímo navrhovala, Strana zelených. Z jednotlivých kandidátů a kandidátek však na dotaz organizátorů kampaně vyjádřilo podporu takovému záměru několik desítek oslovených. Česká pirátská strana od svého vstupu do Poslanecké sněmovny v roce 2017 avizovala přípravu návrhu zákona o stejnopohlavním manželství a záměr předložit jej k hlasování. Strana zároveň ve svém programu uvedla úsilí o zrušení povinnosti uvádět pohlaví v úředních dokladech.

## Ochrana proti diskriminaci
Roku 1999 vstoupil v platnost zákon zakazující diskriminaci na základě sexuální orientace v armádě a na pracovišti.
Od roku 2009 zakazuje rozsáhlý antidiskriminační zákon diskriminaci na základě sexuální orientace v zaměstnání, vzdělávání, bydlení a v přístupu ke zboží a službám.
Diskriminační zákon je obsažen v čl. 3 odst. 1 Listiny základních práv a svobod. Článek vychází z čl. 14 Evropské úmluvy o ochraně lidských práv a základních svobod, která je pro Českou republiku, jakožto člena Evropské unie, závazná. Diskriminace na základě sexuální orientace je také zakázaná v právu Evropské unie v čl. 13 Smlouvy o založení ES ve znění Amsterodamské smlouvy z roku 1997.

## Transgender práva

### Tranzice
K první operační změně pohlaví došlo v českých zemích v roce 1942, a to ze ženy na muže. V Československu se ale podařilo prosadit změnu pohlaví a s tím související změnu jména a dokladů až v roce 1975. K této chirurgické změně došlo na klinice plastické chirurgie při Fakultní nemocnici u sv. Anny v Brně, tehdy z muže na ženu. Od prosté kastrace postupně plastická chirurgie přešla k možnosti úpravy zevních genitálů i úpravy prsou. V praxi byl ale komunistický režim v Československu vůči transsexuálům nepřátelský a k navýšení počtu žádostí o změnu pohlaví došlo až po sametové revoluci roku 1989. Podle statistiky Sexuologického ústavu     se na odborného lékaře do roku 2006 obrátilo celkem 761 lidí a z nich 331 dokončilo změnu pohlaví. Zhruba třetina pacientů přišla před rokem 1989 a do tohoto roku byla provedena také necelá třetina operací.
Od 1. dubna 2012 vešel v účinnost zákon č. 373/2011 Sb., který ustanovil tzv. Odbornou komisi pro provádění změny pohlaví transsexuálních pacientů. Do té doby žádosti posuzovaly komise přímo v jednotlivých nemocnicích. K roku 2012 byly chirurgické zákroky – s výjimkou zvětšení prsou – hrazeny z veřejného zdravotního pojištění a doplatek se týkal jen užívaných hormonů.
Pro úřední změnu pohlaví však dlouhou dobu zůstávala zákonnou podmínkou sterilizace osoby, což kritizovali tuzemští i zahraniční odborníci a mezinárodní organizace. Dne 7. května 2024 Ústavní soud České republiky zrušil sporné paragrafy občanského zákoníku (zákona č. 89/2012 Sb.) týkající se úřední změny pohlaví s platností od poloviny roku 2025. Od 1. července 2025 by tak pro úřední změnu pohlaví již neměla být nutnou podmínkou operace.

### Služba v armádě
Roku 2004 odmítla Armáda České republiky vstoupit do služby trans ženě Jaroslavě Brokešové, která předtím prošla úřední tranzicí, dle posuzujících lékařů ale důvodem nebyla její transgenderová identita. Stejný postup armáda z důvodu údajného „snížení morálky bojových jednotek“ uplatňovala i v roce 2014, o tři roky později však již na základě příslušných vyjádření nebyla trans identita uchazečů a uchazeček o službu problémem.

## Postoje veřejnosti

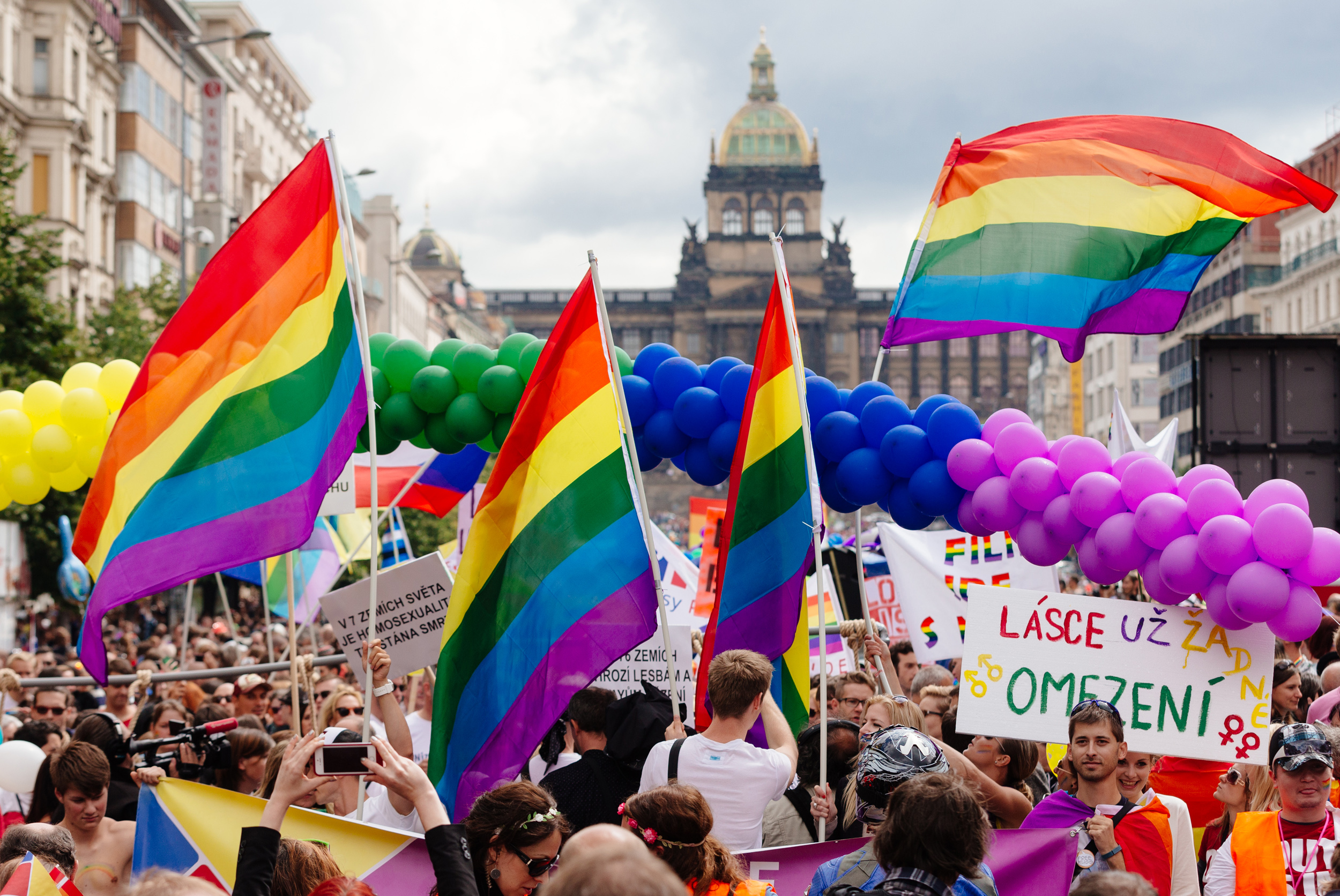
Průvod hrdosti pořádaný v rámci čtvrtého ročníku festivalu Prague Pride 2014

Rozsáhlý průzkum v roce 2004 ukázal většinovou podporu registrovanému partnerství – se zákonem jako takovým souhlasilo 60 % lidí. Výsledky celoevropského průzkumu společnosti Eurobarometr z roku 2006 ukázaly, že 52 % Čechů podporuje stejnopohlavní manželství (průměr Evropské unie byl 44 %) a 39 % podporuje stejnopohlavní adopci.
Průzkum veřejnoprávní agentury CVVM z roku 2024 zjistil, že stejnopohlavní manželství více lidí podporuje (48 %), než odmítá (35 %). V průzkumu též agentury z roku 2023 se pro stejnopohlavní manželství vyslovilo 58 % dotázaných. S tvrzením, že stejnopohlavní pár dokáže vychovat dítě stejně dobře jako pár muže a ženy, v roce 2024 souhlasilo 47 % respondentů, zatímco 31 % nesouhlasilo. V roce 2020 s tímto výrokem souhlasilo 31 % lidí, 36 % nesouhlasilo.
Průzkum společnosti CVVM provedený během února a března 2023 ukázal, že 11 % Čechů by nechtělo mít za sousedy homosexuální osoby. Pro srovnání, v roce 2003 tento podíl činil 42 % dotázaných, v roce 2005 pak 34 %, k 2007 29 % a v roce 2018 19 % dotázaných.
Dle dat, vycházejících z průzkumu společnosti Pew Research Center z let 2015 až 2016, podporuje právo na manželství osob stejného pohlaví 65 % dotázaných Čechů. Toto číslo výrazně převyšuje další ze zemí střední a východní Evropy, které byly do tohoto průzkumu zahrnuty.
Vývoj názorů české veřejnosti na práva homosexuálů (průzkumy CVVM):
| Češi podporují (v %) právo homosexuálů: | 2005 | 2005 | 2007 | 2007 | 2008 | 2008 | 2009 | 2009 | 2010 | 2010 | 2011 | 2011 | 2012 | 2012 | 2013 | 2013 | 2014 | 2014 | 2015 | 2015 | 2016 | 2016 | 2017 | 2017 | 2018 | 2018 | 2019 | 2019 | 2023 | 2023 |
| Češi podporují (v %) právo homosexuálů: | ANO  | NE   | ANO  | NE   | ANO  | NE   | ANO  | ANO  | ANO  | NE   | ANO  | NE   | ANO  | NE   | ANO  | NE   | ANO  | NE   | ANO  | NE   | ANO  | NE   | ANO  | NE   | ANO  | NE   | ANO  | NE   | ANO  | NE   |
| --------------------------------------- | ---- | ---- | ---- | ---- | ---- | ---- | ---- | ---- | ---- | ---- | ---- | ---- | ---- | ---- | ---- | ---- | ---- | ---- | ---- | ---- | ---- | ---- | ---- | ---- | ---- | ---- | ---- | ---- | ---- | ---- |
| uzavřít registrované partnerství        | 61   | 30   | 69   | 24   | 75   | 19   | 73   | 23   | 72   | 23   | 72   | 23   | 75   | 21   | 72   | 23   | 73   | 23   | 74   | 22   | 74   | 21   | 76   | 19   | 74   | 22   | 75   | 20   | 83   | 14   |
| uzavřít manželství                      | 38   | 51   | 36   | 57   | 38   | 55   | 47   | 46   | 49   | 45   | 45   | 48   | 51   | 44   | 51   | 44   | 45   | 48   | 49   | 44   | 51   | 43   | 52   | 41   | 50   | 45   | 47   | 48   | 58   | 38   |
| osvojit si společně dítě                | 19   | 70   | 22   | 67   | 23   | 65   | 27   | 63   | 29   | 60   | 33   | 59   | 37   | 55   | 34   | 57   | 45   | 48   | 44   | 49   | 48   | 43   | 51   | 40   | 48   | 45   | 47   | 47   | 63   | 33   |
| osvojit si dítě svého partnera          | —    | —    | —    | —    | —    | —    | —    | —    | —    | —    | —    | —    | —    | —    | —    | —    | 58   | 32   | 59   | 33   | 62   | 29   | 68   | 24   | 64   | 29   | 60   | 31   | 77   | 19   |

Průzkumy společnosti Median:
| Češi podporují (v %) právo homosexuálů: | 2016 | 2016 | 2018 | 2018 | 2019/20 | 2019/20 |
| Češi podporují (v %) právo homosexuálů: | ANO  | NE   | ANO  | NE   | ANO     | NE      |
| --------------------------------------- | ---- | ---- | ---- | ---- | ------- | ------- |
| uzavřít registrované partnerství        | 68   | 26   | —    | —    | —       | —       |
| uzavřít manželství                      | 67   | 29   | 75   | 18   | 67      | 15      |
| osvojit si společně dítě                | 48   | 48   | 61   | 31   | 62      | 18      |
| osvojit si dítě svého partnera          | —    | —    | 71   | 21   | 78      | 9       |

## Životní podmínky

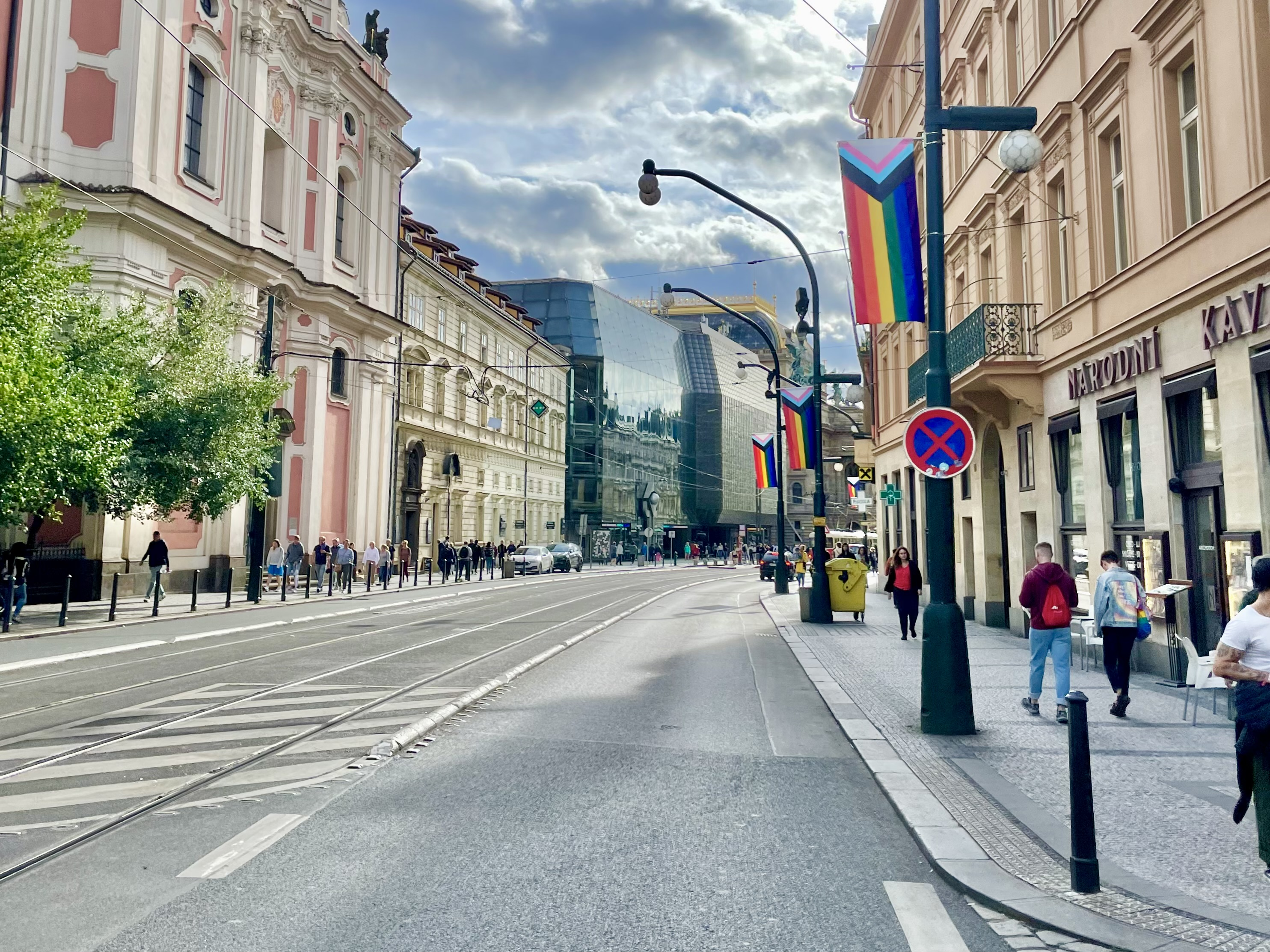
Magistrát hlavního města Prahy oficiálně vyvěsil duhové vlajky na hlavních ulicích v centru města během Prague Pride 2023 (na snímku ulice Národní)

Po sametové revoluci roku 1989 se Česká republika stala relativně liberální a dnes podle mnoha průzkumů patří k nejvíce gay friendly státům v rámci celého světa. Tento trend rostoucí tolerance vychází zřejmě z nízké míry zbožnosti, zejména ve srovnání s okolními státy, Polskem, Slovenskem a Rakouskem.

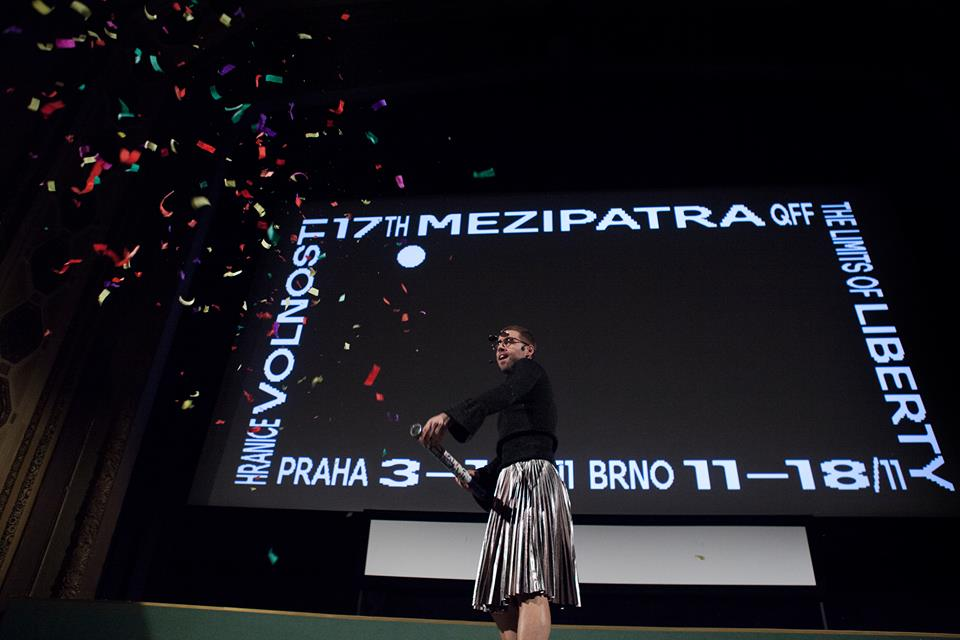
Slavnostní zahájení 17. ročníku Mezipater, filmového festivalu zaměřeného na queer tematiku

V České republice existuje několik programů, akcí a projektů na podporu LGBT komunity. Jedním z nich je každoroční festival Prague Pride, pořádaný stejnojmennou organizací od roku 2011, konaný vždy jeden týden zhruba v polovině srpna. Prague Pride, jakožto organizace, se pak krom pochodu hrdosti zaměřuje i na pořádání celé řady dalších akcí. Vyjma pridu v Praze se pochody hrdosti konají i v dalších českých městech – Pilsen Pride, Ostravský PRAJD, Most Pride a Duha Do Ulic! v Brně. Dalším projektem na podporu LGBT komunity je filmový festival Mezipatra, jehož první ročník se uskutečnil v roce 2004. Smyslem festivalu je nabídnout prostor pro setkávání, sebevyjádření a přiblížení queer témat většinové společnosti. Každý rok v Praze a Brně se koná Queer Ball. Vedle těchto výrazných akcí fungují v České republice i univerzitní spolky, které sdružují a podporují lidi z této komunity. Jsou jimi například LGBT spolek Univerzity Karlovy nazývaný Charlie nebo také spolek ČVUT Galibi. Mezi dalšími českými LGBT spolky a organizacemi lze dále zmínit například Platformu pro rovnoprávnost, uznání a diverzitu (PROUD), Stud Brno, křesťanský spolek Logos Česká republika nebo organizace Trans*parent a TakyTrans, zaměřené na práva trans, nebinárních a intersex osob, Kvírtivity pořádající speed datingy, knižní klub, deskovky a další akce pro LGBT. LGBT tematice se věnují nebo věnovala i některá veřejnoprávní média, a to například v týdeníku Českého rozhlasu Bona Dea, v podcastu Kvér na Radiu Wave nebo v magazínech České televize LeGaTo a Queer. 
Poměrně rozsáhlá queer komunita žije v hlavním městě Praze, která je magnetem pro LGBT mládež. Město má rozsáhlou a dobře vyvinutou síť nočních gay-friendly podniků soustředěnou zejména kolem Vinohrad a Krymské – více než 20 barů a 4 sauny. V jiných městech však tolik gay podniků není.
V roce 2015 provedl server PlanetRomeo rozsáhlý průzkum se 115 000 respondenty, v němž zkoumal spokojenost gayů se životy v jednotlivých zemích, kde přebývají. Průzkum zohledňoval tři základní aspekty – názor veřejnosti na gaye, chování veřejnosti k homosexuálům a životní spokojenost dotazovaných mužů. Ze 127 zkoumaných zemí se Česká republika umístila na 18. místě žebříčku za Belgií a před sousedním Rakouskem.
V roce 2019 uskutečnila Agentura Evropské unie pro základní práva průzkum mezi 140 000 LGBTI evropskými respondenty. Třetina tázaných (31%) v Česku se v roce před průzkumem cítila diskriminována kvůli tomu, že jsou LGBTI. Desetina tazaných (9%) pak byla v posledních 5 letech terčem násilí kvůli tomu, že jsou LGBTI. LGBTI lidé v Česku často skrývají svoji identitu. Jen šestina tázaných (16%) jsou v práci velmi otevření o tom, že jsou LGBTI. Ve škole je jen 6% tázaných ve věku 15–17 let velmi otevřených o tom, že jsou LGBTI. Výzkum přitom ukázal, že skrývání vlastní identity vede ke stresu a je spojeno se zdravotními problémy jako je deprese, úzkost, atd.
Roku 2022 v rámci rozhovoru o postavení LGBT v církevních společenstvích vydala Česká evangelikální aliance knihu o minoritní pastoraci věřících. Mapuje přístup k LGBT lidem a jejich potřebám, víře a sexualitě.

## Přehled situace LGBT práv v Česku
| Legální stejnopohlavní styk                                                               | (1962) |
| Stejný věk legální způsobilosti k pohlavnímu styku pro obě orientace                      | (1990) |
| Antidiskriminační zákony v zaměstnání                                                     | (2001) |
| Antidiskriminační zákony v přístupu ke zboží a službám                                    | (2009) |
| Antidiskriminační zákony v ostatních oblastech (homofobní urážky, zločiny z nenávisti)    | (2009) |
| Stejnopohlavní manželství                                                                 | (v jednání; 2022 podán i návrh na ústavní zákaz, 2024 dolní parlamentní komorou potvrzeno možné rozšíření práv, ovšem mimo manželství)        |
| Jiná forma stejnopohlavního soužití (2006 - registrované partnerství, 2025 - partnerství) | (2006, 2025) |
| Adopce dítěte partnera                                                                    | (Od 1. 1. 2025 možnost přiosvojení dítěte partnera )                                                                                          |
| Společná adopce stejnopohlavními páry                                                     | (2024 dolní komora společnou adopci neschválila, pouze přiosvojení; osvojení jednotlivcem a následné přiosvojení by ji ale de facto umožnilo) |
| Adopce nesezdaným homosexuálním jednotlivcem                                              | Yes |
| Adopce registrovaným homosexuálním jednotlivcem                                           | (2016); rozhodnutím Ústavního soudu |
| Gayové a lesby mohou otevřeně sloužit v armádě                                            | Yes |
| Možnost změny pohlaví                                                                     | (1975, od 1. 7. 2025 zrušené povinné kastrace Ústavním soudem)                                                                                |
| Přístup k umělému oplodnění pro lesbické ženy                                             | (Vyhrazeno pouze pro heterosexuální páry) |
| MSM smějí darovat krev                                                                    | (Od 1.7.2024 mohou darovat krev MSM, kteří mají 1 stálého partnera déle než 4 měsíce)                                                         |